# Parkour (Film)
Parkour ist ein deutscher Spielfilm von Marc Rensing. Das Psychodrama eröffnete am 27. Oktober 2009 die Hofer Filmtage. Dort hatte der Film, der am 11. März 2010 in die deutschen Kinos kam, auch seine Uraufführung. Parkour ist Marc Rensings Kinodebüt.

## Handlung
Richie ist ein sportlicher Typ, Mitte zwanzig. Seine Arbeit als Gerüstbauer bereitet ihm viel Spaß und seine attraktive Freundin Hannah liebt er über alles. Zudem teilt Richie mit seinen beiden besten Freunden Nonne und Paule die gemeinsame Passion des Parkour.
Das Parkour-Laufen ist für Richie sowohl Entspannung von seinem anstrengenden Job als auch eine Gelegenheit, sich beim Überwinden verschiedener urbaner Hindernisse auf dem direktesten Weg
Herausforderungen zu stellen und diese möglichst schnell zu meistern. Seine Freundin Hannah dagegen macht gerade ihr Abitur nach und steckt mitten im Lernstress für ihre letzte Prüfung in Mathematik. Sie ist verzweifelt, hat sie doch das Gefühl, überhaupt nichts zu verstehen. Da Richie verhindern möchte, dass seine Freundin mit Stefan lernt, einem Mitschüler aus ihrer Abendschule, der ein Auge auf sie geworfen hat, bietet er Hannah an, seinen Kumpel Nonne zu fragen. Denn der war früher in der Schule auch ein Mathe-Ass.
Jedoch hat auch Richie so seine Sorgen. Sein letzter Auftraggeber schuldet ihm noch Lohn, den er seinen beiden Arbeitskollegen Frankie und Janko bereits ausgezahlt hat. Frankie ist die Loyalität in Person und so schnell durch nichts aus der Ruhe zu bringen. Janko ist Österreicher und hat ein Problem mit Frauen, vor allem mit denen, die ihn betrogen haben. So mahnt er auch Richie, ein Auge auf Hannah zu haben, wenn sie von Nonne Nachhilfe bekommt, denn letztlich seien alle Frauen gleich.
Obwohl Richie eigentlich nicht viel auf Jankos Gerede gibt, lässt es ihm dennoch keine Ruhe. Als er seine Freundin bei ihrer Schule absetzt, fragt Richie sie, was eigentlich wird, wenn sie ihr Abitur in der Tasche hat. Er kann nicht weg aus der Stadt, dazu ist die Auftragslage zu gut, und er bildet mit Frankie und Janko ein eingespieltes Gespann, das erfolgreich zusammenarbeitet. Hannah vertröstet Richie, erst einmal die letzte Prüfung abzuwarten, dann könnten sie ja immer noch weitersehen.
Richie ist dennoch verunsichert und verliert zunehmend die Balance. Als er in einer Disco beobachtet, wie Hannah auf der Tanzfläche belästigt wird, sieht er rot. Nachdem Richie den aufdringlichen Discogast heimlich auf der Toilette verprügelt hat, flüchtet er mit Nonne und Paule über die Dächer.
Immerhin scheinen Hannahs Nachhilfestunden mit Nonne erfolgreich zu verlaufen. Jedoch vermischt sich bei Richie der Stolz, Hannah geholfen zu haben, zunehmend mit der Angst, dass sie ihn nach dem Abitur verlassen könnte, um zum Studieren in eine andere Stadt zu ziehen. Dazu keimt in
ihm die Eifersucht auf Nonne, der jetzt regelmäßig viel Zeit mit Hannah beim Lernen verbringt. Dabei hat Richie inzwischen noch ganz andere Probleme. Das versprochene Geld für seinen letzten Auftrag kann aufgrund einer Insolvenz nicht gezahlt werden. Richie bedroht und beschimpft den Schuldner – ein weiterer Fehler.
Zurück auf der Baustelle zerrt Janko erneut mit Geschichten über seine untreuen Ex-Freundinnen an Richies Nerven. Als er Janko am Gerüst festhalten soll, verliert Richie die Kontrolle und lässt Janko fallen. Richie selbst ist schockiert und Frankie außer sich. Der Polizei, die nach Jankos schwerem Absturz auf der Baustelle auftaucht, erzählt Richie, dass es sich um einen Arbeitsunfall gehandelt hätte. Doch sowohl Frankie als auch Jankos Freundin Sylvie kommen schnell Zweifel an Richies Version des Unglücks. Schließlich nimmt auch die Polizei Ermittlungen auf und so zieht sich die Schlinge um Richies Hals immer enger zusammen. Auch Hannah merkt langsam, dass mit Richie etwas nicht stimmt, und reagiert verstört und fassungslos auf seine unberechenbaren Aktionen und unkontrollierten Eifersuchtsanfälle. Richies Welt gerät mehr und mehr aus den Fugen und scheint über ihm zusammenzubrechen. Wie in einem nicht enden wollenden Albtraum hetzt er von einer unkontrollierbaren Situation zur nächsten, und es scheint so, als hätten sich alle und alles gegen ihn verschworen. Plötzlich taucht auch der von seinem Unfall noch schwer gezeichnete Janko wieder auf. Er stellt Richie nach und will immer wieder von ihm wissen, wie es denn nun genau zu seinem Sturz vom Gerüst gekommen sei.
Schließlich überschlagen sich die Ereignisse, als Richie erneut in der Disco auftaucht und als Schläger wiedererkannt wird. Nach einer Verfolgungsjagd mit den Türstehern und der Polizei, bei der Richie von einem Streifenwagen angefahren wird, wird er aufs Polizeirevier gebracht, wo es zu einem folgenschweren Missverständnis kommt, im Laufe dessen er zugibt, seinen Arbeitskollegen Janko vom Gerüst fallen gelassen zu haben. Richie wird für 24 Stunden in Polizeigewahrsam genommen und reagiert konfus und selbstzerstörerisch auf die Situation.
Nach seiner Entlassung verabredet sich Richie nochmals mit Janko. Dieser will ihm einen Gefallen tun und für ihn ausfindig machen, was zwischen Hannah, Nonne und Paule hinter Richies Rücken läuft. Nachdem dieser dann Jankos erschütterten Bericht gehört hat, verliert er endgültig die Nerven. Im weiteren Verlauf kommt er in psychiatrische Behandlung in einem Landeskrankenhaus, mit der möglichen Diagnose auf einen schizophrenen Schub. Im selben Krankenhaus liegt auch Janko. Zudem gibt eine Krankenschwester zu verstehen, dass Janko seit seinem Arbeitsunfall nicht mehr aufgewacht ist, Richie sich also die Gespräche mit ihm nur eingebildet hat.
Daraufhin begibt sich Richie in ambulante Behandlung mit begleitender Gabe von Medikamenten. Diese setzt er jedoch absichtlich ab und versucht, körperlich geschwächt, einen lebensgefährlichen Parkour-Sprung. Der Film lässt offen, ob ihm dieser gelingt oder er bei dem Sprung über die Häuserschlucht tödlich verunglückt.

## Hintergrund

### Produktion
Parkour wurde in Zusammenarbeit mit der SWR-Fernsehreihe Debüt im Dritten produziert und von der MFG Medien- und Filmgesellschaft Baden-Württemberg gefördert. Die Dreharbeiten begannen am 2. September 2008 und endeten am 13. Oktober 2008. Sie fanden in Mannheim und Umgebung statt.

### Veröffentlichung
Am 27. Oktober 2009 wurde der Film bei den Hofer Filmtagen uraufgeführt. Weiterhin wurde er unter anderem bei den Solothurner Filmtagen 2010, in der Sektion German Cinema der Berlinale 2010 und im März 2010 beim 12. Method Fest Independent Film Festival in Calabasas (Kalifornien) vorgeführt. Ab März 2010 kam er mit einigen Kopien in die deutschen Kinos und erreichte dort etwa 12.000 Zuschauer.
Die Fernseh-Erstausstrahlung im Rahmen der Reihe Debüt im Dritten war am 17. November 2010 im SWR-Fernsehen.

## Kritiken
„Selten strotzte ein deutscher Film so vor Energie und Leidenschaft, selten aber auch traf man zuletzt auf so glaubwürdige Tragik im jungen deutschen Kino. Die Konsequenz, mit der Regisseur Rensing […] die Geschichte vorantreibt, ist bemerkenswert. Eine pointierte Lichtdramaturgie und flotte Schnitte intensivieren den Eindruck. Auch begeistert, dass man dem jungen Liebespaar jede Geste der Zuneigung abnimmt. Nora von Waldstätten […] macht ihre Sache hervorragend. Christoph Letkowski kann man förmlich dabei zusehen, wie er in die Rolle des Richie hineinwächst. Zuletzt erinnert er ob seiner Leinwandpräsenz fast ein wenig an den jungen Robert De Niro. Schon jetzt ist Parkour, dieses Psychogramm einer großen Überforderung, eine der Überraschungen des Film-Jahres.“

„Packend inszeniert, zum Teil rasant geschnitten und mit sehr feinem Augen für Locations […] ist Parkour – passend zu der gleichnamigen Trendsportart – ein Film voll vibrierender Energie. So kraftvoll sah man schon lange keinen deutschen Debütfilm mehr – normalerweise neigen die Filme etlicher Hochschulabsolventen ja eher unter einer gewissen Betulichkeit und Anämie. Das ist bei Parkour sicherlich nicht der Fall. Zwar wählt auch Marc Rensing für seinen Film das beliebteste Thema des deutschen Debütfilms, also die Last des Erwachsenswerdens, doch mit Hilfe des Twists, den der Film vornimmt […], gelingt ihm das Kunststück, den Zuschauer immer wieder auf falsche Fährten zu locken und der Story überraschende Wendungen abzugewinnen. Wenn man es ganz genau nimmt, kommt man nicht umhin, einige kleinere dramaturgische Brüche und Schnitzer sowie einige weniger überzeugende Nebendarsteller zu bemängeln. Insgesamt aber ist das eher ein Jammern auf recht hohem Niveau. Denn Parkour bügelt diese unerheblichen Schnitzer durch seine schiere Energie, wundervolle Hauptdarsteller (bewunderwert ist vor allem Christoph Letkowskis Verwandlung im letzten Teil des Films) und eine gut konstruierte Story mit doppeltem Boden locker wieder aus.“

„Marc Rensing setzt in seinem Spielfilmdebüt auf die spektakuläre Sportart Parkour, bei der Menschen schier unüberwindbare Hindernisse einfach hinter sich lassen und sich akrobatisch von einem Ort zum anderen bewegen. Leider schöpft er das optische Potential, das hierin gelegen und den Film gerade am Anfang deutlich spannender gestaltet hätte, nicht ganz aus. Auch die Kerngeschichte um den Gerüstbauer Richie braucht ihre Zeit, bis sie den Zuschauer vollends gepackt hat. Ist es dann aber einmal so weit, entspinnt sich ein Psychogramm eines jungen Menschen, der seine Zwänge nicht so einfach überwinden kann wie Häuserwände und gipfelt in einem mutigen, aber grandiosen Ende.“

„Der 35-jährige Rensing mutet seinem Publikum einiges zu; ja er spielt mit ihm und täuscht es über eine lange Strecke. Aber der Zuschauer bleibt dran. Nicht zuletzt wegen des großen Stilwillens, den dieser Neuling da an den Tag legt. Dem Parkour dieses Films stellen sich eigentlich nur zwei Blockaden in den Weg: zum einen die letzte Wendung, die vielleicht nicht jeder Kinogänger mitgehen mag. Und zum anderen besagter Fakt, dass mit Der Räuber gerade schon ein Testosteronschub ins deutsche Kino gewuchtet wurde, der seinen Erzählatem jedoch ohne Seitenstechen durchhält. Und wegen des atemberaubenden Nachwuchsdarstellers Letkowski, der seine Rolle buchstäblich anpackt, so dass man noch mit ihr geht, wenn man sich längst zu distanzieren beginnt.“

„Der Grund für Richies auffällig aggressives Verhalten wird nicht aus der Geschichte selbst oder den Figuren heraus entwickelt, sondern es wird eine mehr als simple und umso ärgerlichere Erklärung bemüht. Seine Eifersucht ist kein rein humaner Umstand, sie ist pathologisch und Teil einer Persönlichkeitsspaltung. Anstatt zu erörtern, was Eifersucht mit Menschen macht, wie sie sich in einer durch Konkurrenzdruck und Erfolgsstreben geprägten Gesellschaft entwickelt und verwurzelt, wird sie hier gleich als Krankheit gelabelt und damit in ein narrativ einfaches Muster gepresst. Damit nimmt sich der Film leider jeglichen Wind aus den Segeln. Endlich kann man die dramaturgischen Regeln anwenden, die jeder versteht und die die Handlung schließlich geschlossen, aber langweilig zu einem Ende bringen. Das schwächt die Geschichte und die Figuren ab, stülpt ihnen eine schnelle und verständliche Erklärung über, die sie gar nicht nötig haben. Der Mut zur Offenheit, zur Subtilität hätte hier noch etwas leisten können, so aber bleibt der Film vor allem seltsam leer.“

„Nichts geschieht beiläufig in Marc Rensings Parkour, bis ins allerkleinste Detail sind seine Bilder durchkomponiert. Verblichene Farben, krude Schnitte, Richies Verwandlung wird aufs sorgfältigste inszeniert. Das kann durchaus beeindrucken – wie der Hindernislauf zu Beginn des Films. Manchmal ist es aber auch schlicht zu viel des Guten; dann ertappt man sich ganz unweigerlich dabei, dem Plot ein bisschen Vorschub leisten zu wollen. Um der Überinszenierung, dem Kitsch, Einhalt zu gebieten.“

„Rensings Idee Le Parkour als Metapher für das Auseinanderdriften ebenjener beschworenen Einheit von Körper und Geist seines Protagonisten einzusetzen, birgt gleichzeitig auch das Grundproblem des Films. Psychodrama, Parkour- oder Actionfilm – Marc Rensing mag sich nicht so recht entscheiden, und es gelingt ihm nicht alle Elemente schlüssig zu verbinden. Der Kunstgriff mittels des Parkour-Sports ein Psychogramm Richies zu entwerfen, ist hier nur annähernd gelungen.
Den ‚Flow‘ des Parkour, also möglichst geschmeidige und fließende Bewegungsabläufe, zu erreichen, ist in anderer Form auch eine Herausforderung mit der sich jeder Film konfrontiert sieht. Mehr als andere Produktionen macht sich Parkour diese Aufgabe zum Leitkonzept und nimmt sich damit ein Hindernis vor, das er am Ende doch nicht überwinden kann.“

„Die Aufstellung des Dramas selbst geht Regisseur Marc Rensing in seinem Debüt noch nicht ganz leicht von der Hand. Wenn es aber in Gang kommt, die Abwärtsspirale an Fahrt gewinnt und eine neue Richtung einschlägt, dann findet der Film zu sich. Selbst die Wahl der Musik, anfangs noch lasch oder sogar störend, wirkt deutlich inspirierter. Am Ende überrascht es, wohin dieser Film seinen Protagonisten tatsächlich geführt hat. Dass man ihm dabei folgt, verdankt Rensing vor allem seinem Hauptdarsteller. Junge Schauspieler gehen oft übereifrig zu Werke, wenn sie einen wie Richy spielen – ein ehrgeiziger junger Mann aus dem Arbeitermilieu, noch dazu in der Provinz. Christoph Letkwoskis Spiel aber wirkt erstaunlich unangestrengt. Ihm gelingt das Kunststück, einen Kotzbrocken so darzustellen, dass man mit ihm fühlt.“

„Rensing spielt unübersehbar mit berühmten Motiven der ‚Othello‘-Tragödie von William Shakespeare, bis hin zur Figur des düsteren, intriganten Einflüsterers Janko, dessen Name keineswegs zufällig an den Fähnrich Jago aus ‚Othello‘ erinnert. Im Stück wie im Film verwandelt die Eifersucht einen Emporkömmling, der eine Frau einer höheren sozialen Schicht liebt, in ein hilfloses Wrack. Freund und Feind werden ununterscheidbar. Die Parallelführung der Sport-Parkours und der Liebe sei beabsichtigt gewesen, so Rensing. Mehrmals hätte er sich Orson Welles’ Verfilmung Othello angesehen, aber auch Die Hölle von Claude Chabrol, in denen Psychose und Beziehungswahn eine große Rolle spielen: starke Helden, schwache Gefühle.“

## Auszeichnungen

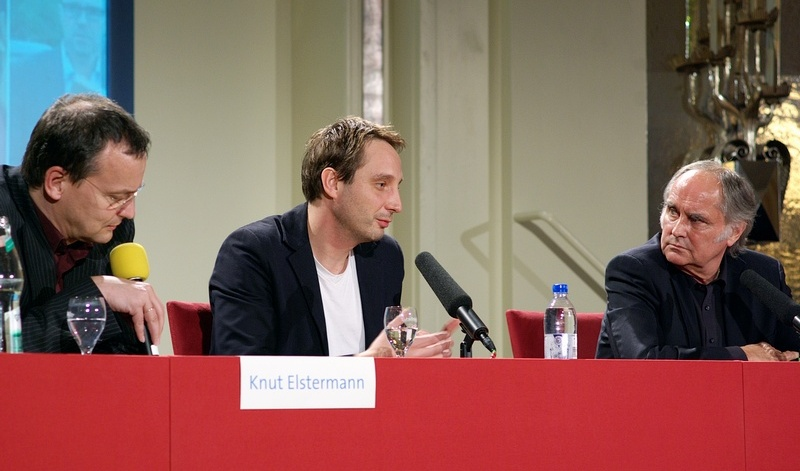
Knut Elstermann (Moderation), Marc Rensing und Michael Verhoeven (alleiniger Juror des MFG-Star Baden-Baden 2009) diskutieren beim Fernsehfilm-Festival Baden-Baden 2009 über Parkour.

Marc Rensing erhielt 2009 für seinen Film und seine Regie den Eastman Förderpreis für Nachwuchstalente auf den Hofer Filmtagen. Weiterhin wurde Marc Rensing 2009 mit dem MFG-Star Baden-Baden ausgezeichnet.
Ebenfalls 2009 erhielt der Film von der Deutschen Film- und Medienbewertung (FBW) das Prädikat „besonders wertvoll“.